# دین کرامبی
دین کرامبی (انگلیسی: Dean Crombie؛ زادهٔ ۹ اوت ۱۹۵۷) بازیکن فوتبال اهل بریتانیا است.
از باشگاه‌هایی که در آن بازی کرده‌است می‌توان به باشگاه فوتبال لینکولن سیتی، باشگاه فوتبال بولتون واندررز، باشگاه فوتبال گریمزبی تاون، و باشگاه فوتبال ردینگ اشاره کرد.